# 戴尼辛
戴尼辛（Dianazene） 是新興宗教山達基教創始人羅恩·賀伯特所發明的一種維生素補充品，含鐵、維生素C和各種B族維生素，尤其是包括高劑量的烟酸（Niacin）。在20世紀50年代，賀伯特聲稱它是一種防止輻射中毒的保護形式，他說：“戴尼辛排出輻射－或者似乎是輻射。在一定程度上，它也保護一個人抵抗輻射。它還觸發並排出早期癌症。” 
在1958年，美國食品和藥物管理局從配送中心公司，沒收和銷毀了二萬一千片戴尼辛，因為它們被錯誤地標記為預防和治療輻射病。這公司與山達基教會相關聯。
在山達基的淨化程式和禁毒版本的那可拿程序，維生素繼續發揮重大角色。那可拿同樣聲稱，大量的菸酸等多種維生素，結合熱桑拿浴室，可以“淨化”身體，允許其釋放儲存在細胞組織中的毒素，並可以“排出”或改善以前接受了的輻射，包括曬傷。

## 材料
標準劑量的戴尼辛，根據賀伯特1957年《有關輻射的一切》一書，包括下列成分：
- 維生素 B3（烟酸）：200毫克
- 鐵 （葡萄糖酸亞鐵）：10粒（600毫克）
- 維生素 B1（硫胺素）：25毫克
- 維生素 B2（核黃素）：50毫克
- 維生素 C（抗壞血酸）：200-500毫克
- 鈣 （磷酸二鈣）：15-20粒（1000-1300毫克）

## 外部鏈接
- 華盛頓抗輻射與面對大會